# نادي وحدت قم
نادي وحدت قم (بالفارسية: باشگاه فوتبال وحدت قم) ، هي نادي إيراني لكرة القدم، أسست عام 2014م، وتقع مقرها في مدينة قم الإيرانية.